# Saint-Aubin-de-Luigné
Saint-Aubin-de-Luigné és un municipi francès situat al departament de Maine i Loira i a la regió de País del Loira. L'any 2007 tenia 1.071 habitants.

## Demografia

### Població
El 2007 la població de fet de Saint-Aubin-de-Luigné era de 1.071 persones. Hi havia 400 famílies de les quals 80 eren unipersonals (36 homes vivint sols i 44 dones vivint soles), 144 parelles sense fills, 164 parelles amb fills i 12 famílies monoparentals amb fills.
La població ha evolucionat segons el següent gràfic:
Habitants censats

### Habitatges
El 2007 hi havia 477 habitatges, 406 eren l'habitatge principal de la família, 36 eren segones residències i 35 estaven desocupats. 460 eren cases i 13 eren apartaments. Dels 406 habitatges principals, 322 estaven ocupats pels seus propietaris, 73 estaven llogats i ocupats pels llogaters i 11 estaven cedits a títol gratuït; 1 tenia una cambra, 23 en tenien dues, 50 en tenien tres, 94 en tenien quatre i 238 en tenien cinc o més. 317 habitatges disposaven pel capbaix d'una plaça de pàrquing. A 164 habitatges hi havia un automòbil i a 216 n'hi havia dos o més.

### Piràmide de població
La piràmide de població per edats i sexe el 2009 era:
| Homes | Edats   | Dones |
| ----- | ------- | ----- |
| 0     | 95 o +  | 0     |
| 0     | 90 a 94 | 0     |
| 4     | 85 a 89 | 4     |
| 8     | 80 a 84 | 8     |
| 24    | 75 a 79 | 8     |
| 20    | 70 a 74 | 24    |
| 20    | 65 a 69 | 28    |
| 24    | 60 a 64 | 24    |
| 8     | 55 a 59 | 12    |
| 36    | 50 a 54 | 28    |
| 20    | 45 a 49 | 16    |
| 56    | 40 a 44 | 40    |
| 24    | 35 a 39 | 32    |
| 24    | 30 a 34 | 36    |
| 20    | 25 a 29 | 12    |
| 20    | 20 a 24 | 16    |
| 36    | 15 a 19 | 36    |
| 20    | 10 a 14 | 44    |
| 44    | 5 a 9   | 8     |
| 28    | 0 a 4   | 16    |

## Economia
El 2007 la població en edat de treballar era de 670 persones, 538 eren actives i 132 eren inactives. De les 538 persones actives 510 estaven ocupades (267 homes i 243 dones) i 28 estaven aturades (7 homes i 21 dones). De les 132 persones inactives 48 estaven jubilades, 49 estaven estudiant i 35 estaven classificades com a «altres inactius».

### Ingressos
El 2009 a Saint-Aubin-de-Luigné hi havia 441 unitats fiscals que integraven 1.206 persones, la mediana anual d'ingressos fiscals per persona era de 17.094 €.

### Activitats econòmiques
Dels 35 establiments que hi havia el 2007, 1 era d'una empresa alimentària, 1 d'una empresa de fabricació d'altres productes industrials, 8 d'empreses de construcció, 5 d'empreses de comerç i reparació d'automòbils, 2 d'empreses d'hostatgeria i restauració, 2 d'empreses financeres, 4 d'empreses immobiliàries, 8 d'empreses de serveis, 1 d'una entitat de l'administració pública i 3 d'empreses classificades com a «altres activitats de serveis».
Dels 14 establiments de servei als particulars que hi havia el 2009, 1 era una oficina bancària, 1 taller de reparació d'automòbils i de material agrícola, 1 guixaire pintor, 2 fusteries, 4 lampisteries, 2 electricistes, 1 perruqueria i 2 restaurants.
L'únic establiment comercial que hi havia el 2009 era una fleca.
L'any 2000 a Saint-Aubin-de-Luigné hi havia 49 explotacions agrícoles que ocupaven un total de 980 hectàrees.

## Equipaments sanitaris i escolars
El 2009 hi havia 2 escoles elementals.

## Poblacions més properes
El següent diagrama mostra les poblacions més properes.